# Jaime Rafael Fuentes Martín

Bischofswappen von Jaime Rafael Fuentes Martin.

Jaime Rafael Fuentes Martín (* 2. März 1945 in Montevideo) ist ein uruguayischer Geistlicher und emeritierter römisch-katholischer Bischof von Minas.

## Leben
Jaime Rafael Fuentes Martín trat dem Opus Dei bei und empfing am 5. August 1973 die Priesterweihe.
Papst Benedikt XVI. ernannte ihn am 16. Oktober 2010 zum Bischof von Minas. Die Bischofsweihe spendete ihm der Bischof von Maldonado-Punta del Este, Rodolfo Pedro Wirz Kraemer, am 28. November desselben Jahres; Mitkonsekratoren waren Roberto Reinaldo Cáceres González, Altbischof von Melo, und Pablo Jaime Galimberti di Vietri, Bischof von Salto.
Am 2. März 2020 nahm Papst Franziskus das von Jaime Rafael Fuentes Martín aus Altersgründen vorgebrachte Rücktrittsgesuch an.